# ホセ・ルイス・ルビエラ
ホセ・ルイス・ルビエラ（José Luis Rubiera、1973年1月27日 - ）は、スペイン、サンタ・エウラリア出身の元自転車競技（ロードレース）選手。愛称は「チェチュ」

## 経歴
1995年にプロ転向。
1996年から2000年までケルメに移籍した後、2001年から2007年まで、USポスタルサービス及びディスカバリーチャンネルに在籍。ランス・アームストロングの代表的ペロトンとして、とりわけ山岳コースで力強い走りを見せた。
2008年よりアスタナ、2010年にチーム・レディオシャックに在籍した後、同年限りで引退。
労働者階級の人間が多い欧州のプロ自転車競技界では珍しく大学に進学している。

## グランツールにおける実績

### ツール・ド・フランス
- 2001 : 38位
- 2002 : 22位
- 2003 : 19位
- 2004 : 19位
- 2005 : 35位
- 2006 : 91位

### ジロ・デ・イタリア
- 1997 : 10位（第19ステージ勝利）
- 1998 : 13位
- 2000 : 8位（第13ステージ勝利）
- 2006 : 13位
- 2007 : 39位

### ブエルタ・ア・エスパーニャ
- 1999 : 6位
- 2000 : 11位
- 2001 : 7位
- 2007 : 87位
- 2008 : 22位